# Ноктурно (филм из 1974)
„Ноктурно” (Ноћ послије смрти) је југословенски и хрватски телевизијски филм из 1974. године, први пут приказан 14. априла 1983. године. Режирао га је Бранко Иванда, а сценарио су написали Зора Дирнбах и Шандор Ксавер Ђалски.

## Улоге
| Глумац             | Улога         |
| ------------------ | ------------- |
| Милена Дравић      | Јелена Кларић |
| Раде Шербеџија     | Лучио Кларић  |
| Свен Ласта         |               |
| Бисерка Алибеговић |               |
| Круно Валентић     |               |
| Анте Румора        |               |
| Џевад Алибеговић   |               |
| Владимир Баћић     |               |
| Јагода Краљ        |               |